# 中心

円の中心はこの図のO

中心（ちゅうしん、英語: Centre, Center）とは、一般に図形のちょうど真ん中に位置する1点のことをいい、円や楕円、球などの図形では重心に一致する。
記号では原点（origin）を表す O や、center の頭文字の C と表記されることが多い。

## 概要
円の場合は中心から円周上の点までの距離は一定であり、それは円の半径の長さに等しい。球の場合も中心から球面上の点までの距離はどの方向でも一定で、球の半径の長さに等しい。
円の中心は全ての直径の中点であり、直径は互いに円の中心で交わる。球の中心も全ての直径の中点かつ交点である。

中心の求め方（一例）

相異なる三点 A, B, C を通る円が与えられたとき、円の中心は定規とコンパスにより作図できる。たとえば三角形 ABC の各辺に関する垂直二等分線の交点（外心）として円の中心は求まる。一方で定規のみで円の中心を作図により求めることは不可能である。
楕円の場合は中心から楕円周上の点までの距離は一定ではない。楕円の中心は長軸と短軸の交点である。
その他には長方形や菱形、平行四辺形のような点対称な図形の重心のことを中心（もしくは対称の中心）と呼ぶこともある。